# Leonella Sgorbati
(Suor Leonella Sgorbati)
Leonella Sgorbati, M.C. (Gazzola, 9 dicembre 1940 – Mogadiscio, 17 settembre 2006) è stata una religiosa italiana.

## Biografia
Suor Leonella, al secolo Rosa Maria Sgorbati, nacque nel 1940 a Gazzola, in provincia di Piacenza, dove ha trascorso l'infanzia. Tra i dieci e i ventitré anni è vissuta a Sesto San Giovanni (MI), nella parrocchia di san Giuseppe. È poi entrata, nel 1963, nell'ordine delle Suore Missionarie della Consolata a Sanfrè, in provincia di Cuneo, dove ha preso i voti perpetui nel novembre 1972. Dopo aver frequentato la scuola infermieri nel Regno Unito (1966 - 1968), si è trasferita in Kenya nel settembre 1972, dove ha prestato servizio alternativamente al Consolata Hospital Mathari, Nyeri, e al Nazareth Hospital di Kiambu vicino a Nairobi. Nel 1983 suor Leonella cominciò gli studi superiori di scienze infermieristiche e nel 1985 divenne il più importante tutor della scuola infermieri incorporata al Nkubu Hospital, Meru.
Nel novembre 1993 è stata eletta superiore regionale delle Suore Missionarie della Consolata del Kenya, compito che ha svolto per sei anni. Dopo un anno sabbatico ha trascorso alcuni mesi all'ospedale pediatrico di Mogadiscio, per studiare la possibilità di aprire una scuola infermieri nell'ospedale retto dall'organizzazione SOS Villaggi dei Bambini (SOS Children's Village). La scuola ha aperto nel 2002, con l'operato di suor Leonella. Le prime 34 infermiere si sono diplomate nel 2006, certificate  dall'Organizzazione Mondiale della Sanità, poiché la Somalia è priva di governo dal 1991.
Poiché suor Leonella desiderava formare altri tutor per la scuola infermieri, ritornò in Kenya con tre nuove infermiere diplomate per iscriverle ad un corso della scuola medica. Al ritorno ebbe difficoltà  ad ottenere un visto per il rientro a Mogadiscio, per le nuove regole previste dalle corti islamiche che ora controllano la città e i suoi dintorni. Rientrata a Mogadiscio il 13 settembre 2006, il 17 settembre è stata uccisa a colpi d'arma da fuoco all'esterno dell'ospedale pediatrico, assieme alla guardia del corpo. Probabilmente (ma non vi è certezza) l'omicidio è stato una rappresaglia per la lezione di papa Benedetto XVI a Ratisbona, durante la quale alcune frasi pronunciate hanno offeso la sensibilità di parte del mondo islamico. I due assassini si erano nascosti dietro un taxi, da cui le hanno sparato nella schiena. La suora è stata trasportata al Pronto Soccorso, ma è morta poco dopo. Le autorità somale stanno cercando gli autori del delitto e sono stati arrestati due sospetti. L'omicidio avviene dopo altre uccisioni di italiani, sia volontari laici  che personale religioso, in Somalia: Graziella Fumagalli, medico, uccisa il 22 ottobre 1995 nel Centro antitubercolosi della Caritas Italiana a Merca; Annalena Tonelli, uccisa da estremisti islamici  il 5 ottobre 2003 a Borama, dopo 33 anni di dedizione agli ultimi; il vescovo Salvatore Colombo, francescano, ucciso il 9 luglio 1989 a Mogadiscio durante la messa .

## Beatificazione
La causa di beatificazione di Leonella Sgorbati è stata aperta il 31 agosto 2013. L'8 novembre 2017 papa Francesco ha autorizzato la promulgazione del decreto riguardante il suo martirio. È stata beatificata il 26 maggio 2018 a Piacenza in una celebrazione eucaristica presieduta dal cardinale Angelo Amato, Prefetto della Congregazione delle cause dei santi e concelebrata, tra gli altri, dall'Arcivescovo di Milano Mario Delpini.